# Nero (软件套件)
Nero是由Nero AG（前身是Ahead Software）开发的一套软件套件，可以运行于Microsoft Windows平台。其最主要的组件是Nero Burning ROM，功能大多和多媒體的編輯、檢視或複製有關，尤其是燒錄及碟片複製的部分。

## 套件中包含的产品
以下列出Nero 2015中所包含的軟體：

### Nero ControlCenter
作為管理Nero授權金鑰和更產品的用途。

### Nero Launcher
為使用者運行Nero各種軟體時通常所需開啟的主程式。使用者可以在它的文字引導下開啟軟體套件中的各種程式以執行所需的工作。

### 碟片相關工具

#### Nero Burning ROM
Nero AG著名的光盘制作软件，也是其第一款产品。主要以文字操作讓使用者執行各式各樣的燒錄工作，如製作一般資料光碟等。在Nero的套裝軟件發行之前，Nero的產品就只有這一項而已（Nero 5及以前）。

#### Nero Express
功能和Nero Burning ROM相似，但是由於前者的操作介面比較不適合對燒錄不太熟悉的使用者，所以這個軟體簡化了其功能，並主要以圖像介面引導初學的使用者來進行普通的燒錄工作，如製作音樂CD、複製DVD等。

#### Nero CoverDesigner(需自行下載)
使用者可以使用它來設計碟片上想要列印的圖案（前提是需要擁有適用的印表機或碟片貼紙），並將它列印出來。同時，假如使用者需要將其至於一個普通的CD盒中，也可以設計CD盒的封面圖案。

#### Nero RescueAgent
它能夠讓使用者從損壞或無法讀取的光碟中恢復回一些文件，或找回被意外刪除的資料等。

#### Nero Disc To Device
Nero Recode的啟動器,有簡單的介面,提供初學者使用。

### 娱乐应用程序

#### Nero MediaHome
Nero的媒体播放器软件，可以播放多种音频视频文件和媒介，包括音频CD，视频DVD光盘，Nero Digital影片以及多种音频和视频檔案。

#### Nero Nero Blu-ray Player
Nero的藍光光碟播放軟體,無法播放除了藍光光碟以外的媒體。

### 视频创作工具

#### Nero Video
Nero的影片創作工具，功能類似Microsoft發行的Windows Movie Maker。

#### Nero Recode
转换个人视频文件及无版权的视频DVD到Nero Digital格式，可以在保持质量的条件下大幅减小文件大小。

### 音频编辑工具 (以下功能皆須至Nero官網自行下載安裝)

#### Nero Wave Editor
音频创作工具，可以录制，剪辑，过滤，混音以及输出音频。

#### Nero SoundTrax
多轨混音工具，可以创建和输出音频混音。

### 已被移除的工具

#### Nero BackItUp
一个系统备份工具。Nero BackItUp在Nero 7和Nero 8套件中被集成。但是从Nero 9开始，Nero BackItUp 4成为一个独立的备份产品并且不再集成进Nero套件。消费者在购买Nero 9的时候会得到一份免费的Nero BackItUp 4。

#### Nero ImageDrive
Nero的虚拟驱动器工具，用户可以挂载CD或DVD磁盘映像到一个虚拟的DVD驱动器，在其他的Windows应用程序看来就是一个实际的设备。这个工具不再被包含于Nero 9。

#### Nero DiscSpeed
它是一個基本的碟片测速和性能分析工具。

#### Nero DriveSpeed
它能夠用來測量燒錄器的速度。或是優化它，使其加快燒錄速度等。

#### Nero Info Tool
使用者可以藉由它獲得有關碟片製作的一些系統訊息，以便使用者調整細部設定值。

#### Nero DiscCopy Gadget
一個適用於Windows Vista或以上支援桌面小工具的作業系統的元件，使用者可以透過它利用Windows小工具來執行簡單的碟片工作。

#### InCD
使用者能夠使用它來將一般光碟做為類似隨身碟的儲存媒體來使用。只要使用規定格式的光碟，使用者就能透過它多次刪除或新增光碟中的資料。

#### Nero BurnRights
為管理員的使用者可以透過它來控制其它電腦上的使用者能夠使用有關燒錄等硬體的驅動程式之權限。

## 套件命名协定
整个套件被叫做Nero，后面跟着主版本号和一个标语，标语因国家而异（如，美国使用Nero 7 Ultra Edition Enhanced，英国和澳大利亚使用Nero 7 Premium Reloaded）。但是核心程序仍称作Nero Burning ROM。
使用最广的Nero版本是OEM套件，主要是随光盘刻录机捆绑。其中有一些不包括Nero Burning ROM程序本身，而是使用更加简化的Nero Express作为主要的光盘创作程序。

## 脚注和参考
1. ↑  . Nero AG Official Website. Nero AG.   [2009-03-19]. （原始内容存档于2009-03-15）.
2. ↑  . Nero AG Official Website. Nero AG.   [2009-03-19]. （原始内容存档于2009-03-15）.
3. ↑  . Nero AG Official Website. Nero AG.   [2009-03-19]. （原始内容存档于2013-01-04）.
4. 1 2 3  . Nero AG Official Website. Nero AG.   [2009-03-19]. （原始内容存档于2010-08-24）.
5. ↑  . Nero AG Official Website. Nero AG.   [2009-03-19]. （原始内容存档于2010-03-29）.
6. ↑  . Nero AG Official Website. Nero AG. 2007-03-19  [2009-03-19]. （原始内容存档于2009-03-09）.
7. ↑  . Nero AG Official Website. Nero AG.   [2009-03-19]. （原始内容存档于2009-03-08）.
8. ↑  . Nero AG Official Website. Nero AG.   [2009-03-19]. （原始内容存档于2010-03-29）.
9. ↑  . Nero AG Official Website. Nero AG.   [2009-03-19]. （原始内容存档于2010-08-24）. Rest assured: When you buy Nero 9, you get Nero BackItUp 4 FREE!
10. ↑  . Nero AG Official Website. Nero AG.   [2009-03-19]. （原始内容存档于2010-08-24）. Nero Burning ROM is the professional solution for burning your audio, data, and video discs, backing up entire discs, and much more. Features many advanced settings and options and supports a wide range of formats.
11. ↑  Perenson, Melissa J. . PC World. 2005-03-15  [2009-03-19]. （原始内容存档于2009-06-22）.